# Guin Batten
Pour les articles homonymes, voir Batten.
Guin Batten (née le 27 septembre 1967 à Cuckfield) est une rameuse britannique.

## Biographie
Elle est la sœur de la rameuse Miriam Batten.

### Palmarès

#### Aviron aux Jeux olympiques
- 2000 à Sydney,  Australie
  -  Médaille d'argent en quatre de couple[1]